# Edern Le Ruyet
Edern Le Ruyet, né le 14 mai 1987, est un céiste français.

## Carrière
Il est médaillé de bronze aux Championnats du monde de slalom (canoë-kayak) 2017 à Pau en canoë monoplace par équipe.